# Françoise Lebrun

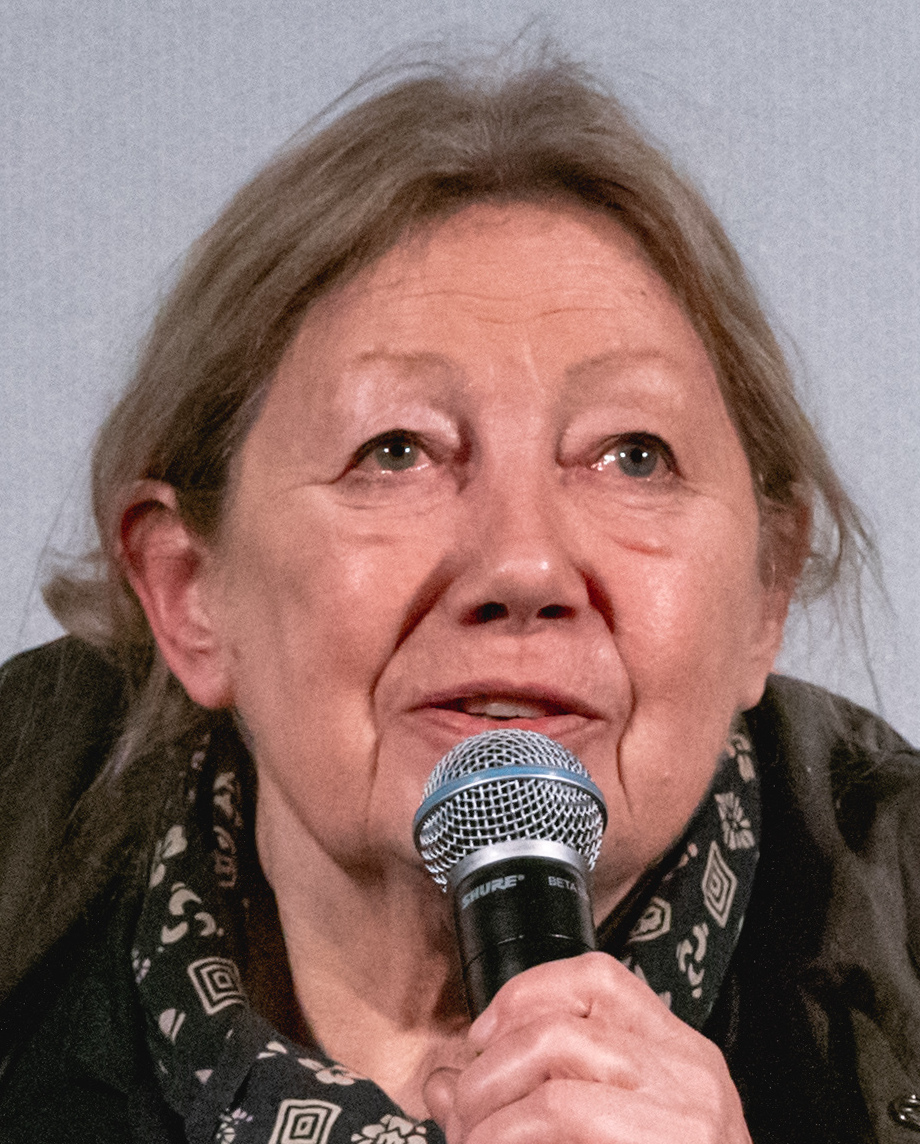
Françoise Lebrun, 2022

Françoise Lebrun (* 18. August 1944) ist eine französische Schauspielerin.

## Leben
Françoise Lebrun begann ihre Schauspielkarriere beim französischen Film Anfang der 1970er Jahre. Ihren ersten großen Erfolg hatte sie 1973 mit der Darstellung der Veronika in Jean Eustaches Liebesdrama Die Mama und die Hure. Parallel dazu spielte sie in mehreren Theater- und Musicalaufführungen mit. So stand sie unter anderem am Théâtre Gérard-Philipe, Théâtre de l’Est parisien und dem Théâtre des Amandiers auf der Bühne und wirkte beim Festival von Avignon mit.

## Filmografie (Auswahl)
- 1973: Die Mama und die Hure (La maman et la putain)
- 1975: Erinnerungen aus Frankreich (Souvenirs d’en France)
- 1977: Ben und Benedikte (Ben et Bénédict)
- 1981: Der zerbrechliche Mann (L’homme fragile)
- 1991: Verdammt zur Einsamkeit (L’impure)
- 1996: Liebe, Rache usw. (Pour rire!)
- 2004: Inguelezi – Sprachlos nach England (Inguélézi)
- 2006: Fluchtpunkt (Point de fuite)
- 2007: Schmetterling und Taucherglocke (Le scaphandre et le papillon)
- 2008: Séraphine
- 2009: Julie & Julia
- 2011: ID:A – Identität anonym (ID:A)
- 2013: Die Nonne (La religieuse)
- 2014: Die Entführung des Michel Houellebecq (L‘enlèvement de Michel Houellebecq)
- 2015: Ich wünsche dir ein schönes Leben (Je vous souhaite d‘être follement aimée)
- 2016: Porto
- 2016: Das Mädchen ohne Hände (La jeune fille sans mains) (Stimme der Mutter)
- 2017: Das Mädchen, das lesen konnte (Le semeur)
- 2019: Stiller Verdacht (La part du soupçon)
- 2021: Vortex
- 2022: Die Totenmauer (Le mur des morts)
- 2022: Petite fleur
- 2023: Le livre des solutions
- 2024: Spectateurs!